# Reformacija
Reformacija, često nazivana i protestantska reformacija ili europska reformacija (od lat. reformatio - "obnova"), bio je vjerski i društveni pokret nastao raskolom s Katoličkom Crkvom u Europi u 16. stoljeću, koji je započeo Martin Luther, a nastavili su ga Jean Calvin, Huldrych Zwingli i drugi rani protestantski reformatori. Za početak reformacije u historiografiji se većinom uzima 1517. godina, kada je Martin Luther objavio svojih Devedeset pet teza, dok se za kraj reformacijskog pokreta uzima 1648. godina, kada je potpisan Westfalski mir, čime je završen Tridesetogodišnji rat.
Premda je bilo i drugih pokušaja reforme Katoličke Crkve, poput pokušaja Jana Husa, Petera Walda, i Johna Wycliffea, Martin Luther je općeprihvaćen kao glavni pokretač reformacije objavom svog djela Devedeset pet teza 1517. godine. Luther je svoj pokret započeo kritikom prodaje indulgencija, inzistirao je s iznošenjem teze da papa nema autoritet nad čistilištem i da katolička doktrina o Božjoj milosti nema utemeljenja u evanđeljima. Protestantska će argumentacija, međutim, donijeti promjene u doktrini kao što su sola scriptura i sola fide. Osnovna motivacija ovih promjena bila je prvotno teološke prirode, premda su mnogi drugi čimbenici imali važnu ulogu, uključujući pojavu nacionalnih identiteta, zapadni raskol s opadanjem vjere u autoritet pape i Rimske kurije, utjecaj humanizma i pojavu novih učenja u renesansi koja su odbacivala Crkvenu tradiciju.
Nakon prve faze širenja unutar Njemačke pokret se razvio u više pravaca te su nastali mnogi reformski pokreti neovisni o Lutherovu djelovanju. Uporaba Gutenbergova tiskarskog stroja omogućila je brzo širenje religioznih tekstova na narodnom jeziku. Najveće protestantske skupine bile su luteranci i kalvinisti. Luteranske crkve osnovane su ponajviše u Njemačkoj, Baltičkim zemljama i zemljama Skandinavskog poluotoka, dok su one reformatorske osnovane u Švicarskoj, Mađarskoj, Francuskoj, Nizozemskoj i Škotskoj. Novi je vjerski pokret imao veliki utjecaj na Englesku crkvu, pogotovo nakon 1547., za vladavine Eduarda VI. i Elizabete I., premda je Engleska crkva postala neovisna još početkom 1530-ih za vladavine Henrika VIII više iz političkih, a manje iz religioznih razloga.
Postojali su također mnogi reformacijski pokreti diljem Europe poznati kao radikalna reformacija, iz kojih su se razvili anabaptisti, moravski i drugi pijetistički pokreti. Osim što su formirali religijske zajednice izvan okvira državne religije, radikalni reformatori su često zauzimali ekstremna doktrinarna stajališta, kao što je odbacivanje vjerovanja u odluke kasnoantičkih crkvenih sabora kao onog nicejskog i kalcedonskog.
Rimokatolička crkva je odgovorila na reformacijski pokret protureformacijom započetom na Tridentskom saboru. Najveći teret borbe protiv protestantizma snosio je dobro organizirani red isusovaca. Općenito je cijela Sjeverna Europa s izuzetkom većeg dijela Irske potpala pod utjecaj protestantizma. Južna Europa je ostala rimokatolička, dok je Srednja Europa bila poprište žestokih sukoba, koja su kulminirala u Tridesetogodišnjem ratu što je devastiralo središnji dio kontinenta.

## Počeci i rana povijest
Najstarije protestantske crkve, kao što su Unitas Fratrum i Moravska crkva, započinju svoje postojanje u ranom 15. stoljeću djelovanjem češkog reformatora Jana Husa. Husitsku reformaciju je vodilo i širilo češko plemstvo i bila je prva europska "magisterijska reformacija" pošto su je podržavali naučitelji, za razliku od "radikalne reformacije" koja nije dobila podršku ni učiteljstva, ni države.
Kasnije protestantske crkve općenito smještaju svoj doktrinarni raskol od Rimokatoličke crkve u 16. stoljeće. Reformacija je počela kao pokušaj reformiranja Rimokatoličke crkve, a započeli su je svećenici koji su se odupirali onome što su oni doživljavali kao lažnu doktrinu i zlouporabu u crkvenim krugovima. Posebno su kritizirali učenje o prodaji indulgencija i posljedičnim zlouporabama, te simoniju, kupovinu i prodaju crkvenih titula. Reformatori su doživljavali ovu praksu kao dokaz sustavne korupcije crkvene hijerarhije uključujući i papu.

### Raniji raskoli
Nakon Velike šizme zapadnog kršćanstva (1378. – 1416.) došlo je do velikih nemira diljem Europe što je uzrokovalo niz ratova među prinčevima, pobuna među seljacima i sveobuhvatnu zabrinutost oko korupcije unutar crkve. John Wycliffe sa Sveučilišta u Oxfordu i Jan Hus iz Karlovog sveučilišta u Pragu iznijeli su nova viđenja naspram ove problematike. Hus se protivio nekim običajima unutar Rimokatoličke crkve i zalagao se za povratak češke i moravske crkve na raniju bizantsku praksu: liturgijske obrede na narodnom jeziku (npr. češkom), mogućnost da laici prime pričest u oba vida (kruh i vino – latinski, communio sub utraque specie), mogućnost vjenčanja svećenika, ukidanje indulgencija i odbacivanje ideje čistilišta. Hus je odbijao koncept indulgencije i usvojio doktrinu milosti Božje kroz samu vjeru.
Rimokatolička crkva je službeno okončala ovu raspravu na Saboru u Konstanzu (1414. – 1417.) proglašenjem učenja Jana Husa herezom i njegovom smrtnom presudom. Jan Hus je pogubljen spaljivanjem na lomači, usprkos obećanju o pomilovanju. Wycliffe je postumno osuđen za herezu, a njegovo je tijelo ekshumirano i naknadno spaljeno na lomači 1428. Sabor u Konstanzu je potvrdio i učvrstio tradicionalno srednjovjekovno poimanje crkve i carstva, ali nije uspio riješiti nacionalne sukobe i teološke napetosti koje su se pojavile u prethodnom vijeku, te nije bio u mogućnosti spriječiti šizmu i Husitske ratove u Češkoj.
Papa Siksto IV. (1471. – 1484.) uveo je praksu prodaje indulgencija za pokojnike, čime se stvara novi izvor prihoda za Crkvu, dok je papa Aleksandar VI. (1492. – 1503.) bio jedan od najkontroverznijih renesansnih papa. Bio je otac sedmero djece, uključujući Lucreziu i Cesarea Borgiu. Kao odgovor na korupciju papa, pogotovo na prodaju indulgencija, Luther je napisao svoje poznato djela devedeset pet teza.

### Rana reformacija u Njemačkoj
Prosvjedi protiv korupcije u Rimokatoličkoj crkvi započeli su u Njemačkoj od 1517. do 1521. razvojem ideala tipičnih za reformaciju i sumnji koje je Martin Luther izrazio naspram legitimiteta indulgencija i papinog plenitudo potestatis. Reformacija je rođena iz dviju Lutherovih izjava: otkrića Isusa i spasenja putem same vjere i identifikacijom papinstva u Antikristu. Visokoobrazovani reformacijski vođe koristili su proročanstva iz Biblije kao svoje najmoćnije oružje za pozivanje vjernika da izađu iz Crkve, koju su oni doživljavali kao novi Babilon, i kako bi ih uvjerili da su pape Antikrist koji je uzeo mjesto Bogu. Protestantski reformatori bili su jedinstveni u tom mišljenju i to njihovo razumijevanje proročanstva davalo je snagu njihovom djelovanju. To je bilo uporište, ujedinjavajuća ideja i borbeni poklič koji je činio reformaciju ideološki gotovo imunom od napada.
Kao početak reformacije povjesničari uzimaju 31. listopada 1517. u gradu Wittenbergu u Saksoniji, gdje je Luther predao svojih Devedeset pet teza o moći i učinkovitosti indulgencija nadbiskupu Mainza. Teze su promišljale i kritizirale Crkvu i papinstvo, ali su se prvenstveno usredotočile na prodaju indulgencija i doktrinarna pitanja o čistilištu, osobnom suđenju i autoritetu pape. Luther je kasnije u razdoblju od 1517. do 1521. napisao djela o katoličkom štovanju Djevice Marije, posredovanju i obožavanju svetaca, sakramentima, obaveznom svećeničkom celibatu, monaštvu, detaljnije o autoritetu pape, crkvenom pravu, cenzuri i ekskomunikaciji, ulozi sekularnih vladara u religijskim pitanjima, te veza između kršćanstva, zakona i dobrih djela.
Reformatori su obilato koristili prednosti relativno recentnog izuma tiskarskog stroja kako bi brzo proizvodili jeftine letke i Biblije na narodnom jeziku, što je omogućilo brzo širenje ideja i tiskanih dokumenata.

### Magisterijska reformacija
Paralelno s događajima u Njemačkoj, pokret reformacije započinje i u Švicarskoj pod vodstvom Ulricha Zwinglija. Ova dva pokreta brzo su se složila oko većine pitanja, ali su među njima ostale neke neriješene razlike. Neki sljedbenici Zwinglija su smatrali da je reformacija bila suviše konzervativna, pa su se okrenuli još radikalnijim stajalištima, koje danas preživljavaju još samo kod suvremenih anabaptista. Drugi su se protestantski pokreti razvijali u liniji misticizma i humanizma, ponekad se čak podjednako udaljili od Rima i od drugih protestanata i formirali vlastite neformalne zajednice.
Nakon prve faze reformacije i papine osude i ekskomunikacije samog Luthera, rastu na značaju pisana djela Jeana Calvina i postaju ključna u formiranju labavog konsenzusa među različitim protestantskim skupinama u Švicarskoj, Škotskoj, Mađarskoj, Njemačkoj i drugdje.
Temelji reformacije imali su sličnosti s augustinijanizmom; i Luther i Calvin razmišljali su slično teološkim učenjima sv. Augustina. Augustinijanizam reformatora se sukobljavao s pelagijanstvom, herezom koju su oni vidjeli unutar Rimokatoličke crkve. Tijekom ovih religijskih preokreta 1524. – 1525., izbio je Njemački seljački rat i proširio se bavarskim, tiringijskim i švapskim kneževinama. U njemu je sudjelovala i crna družina Floriana Geiera, viteza iz Giebelstadta, koji se pridružio seljacima u općoj pobuni protiv rimokatoličke hijerarhije. Propovjednici su širili ideje Zwinglija i Luthera što je imalo veliki utjecaj na seljake unutar regija zahvaćenih seljačkim ratom, kao i na sastavljanje pisanih zahtjeva aristokraciji poput dvanaest članaka. Luther je, međutim, osudio pobunu u svojim spisima, najpoznatiji od kojih je "Protiv ubilačkih, lopovskih seljačkih hordi". Zwingli i Lutherov saveznik Philipp Melanchthon također su osudili pobunu. Do kraja rata poginulo je oko 100 000 seljaka.

### Radikalna reformacija
Radikalna reformacija je bila odgovor na ono što se doživljavalo kao krajnja korupcija i Rimokatoličke crkve i širećeg protestantskogi pokreta predvođenog Martinom Lutherom i mnogim drugima. Započela je u Njemačkoj i Švicarskoj u 16. stoljeću i unutar nje stvorene su mnoge radikalne protestantske skupine diljem Europe. Ovaj pojam obuhvaća radikalne reformatore poput Thomasa Müntzera, Andreasa Karlstadta i skupina poput Zwickauških proroka, anabaptista, hutterita i menonita.
U dijelovima Njemačke, Švicarske i Austrije, većinsko stanovništvo je simpatiziralo radikalne reformatore usprkos oštrom progonu. Premda je dio europske populacije koji je prigrlio radikalnu reformaciju i protiv rimokatoličke i protiv luteranske i zwinglijevske crkve bio malen, radikalni su reformatori bili izuzetno plodni u stvaranju pisanih dokumenata, stoga je literatura radikalnih reformatora neproporcionalno velika, djelomično i zbog širenja radikalnih učenja u zajednicama u SAD-u.

### Pismenost
Reformacija je bila trijumf opismenjavanja i uporabe tiskarskog stroja. Lutherov prijevod Biblije na njemački jezik bio je ključni trenutak u širenju pismenosti, dodatno pojačan pojavom tiska religioznih knjiga i pamfleta. Od 1517. na dalje, religijski su pamfleti preplavili Njemačku i veći dio Europe.
Poznato je preko 10.000 publikacija u ukupno deset milijuna primjeraka nastalih do 1530. godine. Reformacija je stoga bila prava medijska revolucija. Luther je u svojim pisanim djelima pojačao svoje napade na Rim opisujući kakva bi trebala biti "dobra" crkva nasuprot one "loše". Odatle je postalo jasno da se tisak može koristiti za propagandu reformacijskog pokreta ciljajući na specifična pitanja. Autori reformi koristili su predreformacijske stilove, klišeje i stereotipe i mijenjali stavke po potrebi i za svoje svrhe. Posebno su djelotvorni bili spisi na njemačkom jeziku, uključujući Lutherov prijevod Biblije, njegov Manji katekizam za roditelje koji podučavaju svoju djecu i njegov Veći katekizam namijenjen pastorima.
Koristeći njemački narodni jezik, izražavali su apostolsko vjerovanje jednostavnijim, osobnijim jezikom, bližim doktrini sv. Trojstva, a ilustracije u njemačkoj Bibliji i mnogim spisima popularizirale su Lutherove ideje. Lucas Cranach Stariji (1472. – 1553.), veliki slikar čiji su pokrovitelji bili birači Wittenberga, bio je bliski Lutherov prijatelj i ilustrirao je Lutherovu teologiju za širu publiku. Dramatizirao je Lutherove poglede na odnos između Starog i Novog zavjeta, vodeći pritom računa o Lutherovim pažljivim razlikama o pravilnoj i nepravilnoj uporabi vizualnog materijala.

### Uzroci protestantske reformacije
Sljedeći su faktori, na strani "ponude", identificirani kao uzroci protestantske reformacije:
- Prisutnost tiskare u nekom gradu do 1500. godine učinilo je usvajanje protestantizma do 1600. godine daleko vjerojatnijim.[11]
- Protestantska literatura nastajala je u većem opsegu u gradovima gdje je medijsko tržište bilo konkurentnije, što je činilo vjerojatnijim da će ovi gradovi usvojiti protestantizam.[20]
- Osmanlijske provale smanjile su sukobe između protestanata i katolika, što je omogućilo učvršćivanje protestantske reformacije.[24]
- Veća politička autonomija povećala je vjerojatnost usvajanja protestantizma.[11][25]
- Protestantski reformatori koji su uživali pokroviteljstvo vladara imali su mnogo veće šanse za uspjeh.[26]
- Blizina susjeda koji su usvojili protestantizam uvećavala je vjerojatnost usvajanja protestantizma.[25]
- Za gradove koji su imali veći broj studenata upisanih na sveučilišta koja su dopuštala heterodoksnu misao i manji broj upisanih na sveučilišta koja su njegovala pravovjerje bilo je vjerojatnije da usvoje protestantizam.[26]

Sljedeći su faktori, na strani "potražnje", identificirani kao uzroci protestantske reformacije:
- Gradovi s jakim kultovima svetaca rjeđe su usvajali protestantizam.[27]
- Gradovi u kojima se prakticirala primogenitura rjeđe su usvajali protestantizam.[28]
- Za oblasti koje su bile siromašne, ali su imale velik ekonomski potencijal i loše političke institucije, bilo je vjerojatnije da usvoje protestantizam.[29]
- Prisutnost biskupija učinila je usvajanje protestantizma manje vjerojatnim.[11]
- Prisutnost samostana učinila je usvajanje protestantizma manje vjerojatnim.[29]

## Reformacija u Njemačkoj
Godine 1517. Luther je prikucao svojih Devedeset i pet teza na vrata Crkve svih svetih u Wittenbergu, a potom su one, bez njegova znanja i prethodnog odobrenja, kopirane i tiskane širom Njemačke i u inozemstvu. Različiti reformatori započeli su djelovanje manje-više neovisno o Lutheru tijekom 1518. godine (primjerice, Andreas Karlstadt, Philip Melanchthon, Erhard Schnepf, Johannes Brenz i Martin Bucer) i tijekom 1519. godine (primjerice Huldrych Zwingli, Nikolaus von Amsdorf, Ulrich von Hutten) i drugi.
Nakon Heidelberške rasprave (1518.), tijekom koje je Luther opisao teologiju križa nasuprot teologiji slave, te Leipziške rasprave (1519.), pitanja vjere privukla su pažnju i drugih njemačkih teologa širom Carstva. Svake godine novi teolozi prihvaćali su reformaciju i sudjelovali u tekućoj, europskoj raspravi o vjeri. Tempo reformacije pokazao se nezaustavljivim već do 1520. godine.
Rana reformacija u Njemačkoj najviše je vezana za život i rad Martina Luthera sve dok ga papa Lav X. nije ekskomunicirao 3. siječnja 1521. u buli Decet Romanum Pontificem. Točan trenutak kada je Martin Luther shvatio ključnu doktrinu o opravdanju po vjeri na njemačkom je jeziku opisan kao Turmerlebnis. U "Razgovorima za stolom" Luther to opisuje kao "iznenadnu spoznaju". Stručnjaci pak često govore o Lutherovom postupnom procesu spoznaje i realizacije te ideje u razdoblju između 1514. i 1518. godine.
Naime, Luther je "opravdanje" shvatio kao potpuno Božje djelo. Nasuprot učenju njegova doba da vjernici postaju pravedni ulijevanjem Božje milosti u dušu, Luther je tvrdio da kršćani tu pravednost u potpunosti primaju izvan sebe; da pravednost ne samo da dolazi od Krista, ona jest zapravo Kristova pravednost i ostaje izvan nas i samo nam se pripisuje (a ne ulijeva se u nas) kroz vjeru. "Zbog toga sama vjera čini nekoga pravednim i ispunjava zakon", tvrdio je Luther. "Vjera je ta koja donosi Duha Svetoga kroz Kristove zasluge". Stoga je vjera za Luthera dar od Boga i "... živo, smjelo pouzdanje u Božju milost, toliko sigurno u Božju naklonost da bi tisuću puta riskirao smrt vjerujući u nju."
Reformacijske ideje i protestantske crkvene službe prvi su put uvedene u gradovima, gdje su ih podržalo lokalno stanovništvo i dio plemstva. Reformacija je dobila otvorenu državnu potporu tek 1525. godine, premda je Luther, nakon što je proglašen odmetnikom, ostao na životu samo zahvaljujući zaštiti izbornika Fridrika Mudrog (koji je noću uoči 31. listopada 1517. usnuo čudan san), skrivajući se u dvorcu Wartburg prije povratka u Wittenberg. To je više bio pokret unutar njemačkog naroda u razdoblju od 1517. do 1525. godine, a zatim je počevši od 1525. postao i politički pokret. Reformator Adolf Clarenbach spaljen je na lomači u blizini Kölna 1529. godine.
Prva država koja je formalno usvojila protestantsku vjeru bilo je Prusko Vojvodstvo (1525.). Albert I., pruski vojvoda, službeno je proglasio "evangeličku" vjeru državnom religijom. Katolici su one koji su sebe nazivali "evangelicima" označavali kao "luterane" kako bi ih diskreditirali, sljedeći praksu imenovanja hereze prema imenu njezina utemeljitelja. Primjerom Pruskog vojvodstva ponijeli su se mnogi slobodni carski gradovi i drugi manji carski entiteti. Značajni teritoriji koji su prigrlili protestantizam bili su Landgrafstvo Hessen (1526. na sinodi u Hombergu) i Izborna Kneževina Saska (1527. Lutherova domovina), Rajnska Falačka (1530-ih) i Vojvodstvo Württemberg (1534.). Reformacijski val najprije je zahvatio Sveto Rimsko Carstvo, a zatim se proširio i na ostatak europskog kontinenta.
Protestantskih reformatora najviše je bilo u Njemačkoj. Svaka država koja se okrenula protestantizmu imala je svoje reformatore koji su pridonijeli evangeličkoj vjeri. U Izbornoj Kneževini Saskoj organizirana je Saska evangeličko-luteranska crkva, koja je poslužila i kao primjer drugim državama.

## Reformacija izvan Njemačke
Reformacija se tijekom sljedećih nekoliko desetljeća proširila diljem Europe.

### Austrija
Austrija je slijedila isti obrazac kao i države njemačkog govornog područja unutar Svetog Rimskog Carstva, a luteranizam je postao glavna protestantska denominacija među austrijskim stanovništvom. Luteranizam je stekao značajan broj sljedbenika u istočnoj polovici suvremene Austrije, dok je kalvinizam bio manje uspješan. Habsburška Monarhija provela je protureformaciju i na kraju se riješila protestanata, čvrsto vrativši Carstvo u rimokatoličanstvo.

### Češka
Husiti, koji su činili kršćanski pokret u Kraljevini Češkoj i slijedili učenja češkog reformatora Jana Husa, činili su veliku većinu stanovništva u Češkoj. Luteranizam je također steklo značajan broj sljedbenika. Protestanti su bili progonjeni pod Habsburškom Monarhijom, koja je kontrolirala ovo područje i na kraju je uspjela vratiti rimokatoličanstvu.
Češki reformator i sveučilišni profesor Jan Hus (oko 1369. – 1415.) postao je najpoznatiji predstavnik češke reformacije i jedan od prethodnika protestantske reformacije. Jan Hus proglašen je heretikom i potom pogubljen - spaljen na lomači - na Saboru u Konstanzu 1415. godine, gdje je dobrovoljno došao obraniti svoje učenje.
Pretežno vjerski pokret husita bio je potaknut socijalnim pitanjima i ojačao je češku nacionalnu svijest. Godine 1417., dvije godine nakon pogubljenja Jana Husa, češka je reformacija brzo postala glavna snaga u zemlji.
Husiti su činili veliku većinu stanovništva, pa su prisilili Vijeće Bazela da 1437. godine prvi put prizna sustav dviju "religija" putem potpisivanja tzv. Bazelskog kompaktata za kraljevinu (koji je pokrivao katolike i češke husitske kalikstince). Češka je kasnije izabrala i dva protestantska kralja (Jiříja Poděbradog i Fridrika V. Falačkog).
Nakon što su Habsburgovci preuzeli kontrolu nad Češkom, husitske crkve su zabranjene, a kraljevstvo djelomično vraćeno rimokatoličanstvo. Ali luteranizam je čak i kasnije stjecao značajan broj sljedbenika, nakon što su mu Habsburgovci dopustili kontinuirani progon čeških husitskih crkava. Mnogi su se husiti tako proglasili luteranima.
Dvije crkve s husitskim korijenima sada su druga i treća po veličini crkva među većinom agnostičkim stanovništvom: Evangelička crkva češke braće (iz koje je nastala i međunarodna crkva poznata kao Moravska crkva) te Čehoslovačka husitska crkva.

### Švicarska
U Švicarskoj su učenja reformatora, posebno Zwinglija i Calvina, imala veliki odjek, unatoč čestim svađama između različitih grana reformacije.

#### Huldrych Zwingli
Paralelno s događajima u Njemačkoj, u Švicarskoj Konfederaciji započeo je pokret pod vodstvom Huldrycha Zwinglija. Zwingli je bio učenjak i propovjednik koji se preselio u Zürich, tada vodeći grad-državu, 1518. godine, godinu dana nakon što je Martin Luther započeo reformaciju u Njemačkoj sa svojih Devedeset pet teza. Iako su se dva pokreta složila oko mnogih teoloških pitanja, budući da je nedavno izumljeni tiskarski stroj omogućavao brzo širenje ideja s jednog mjesta na drugo, neke neriješene razlike držale su ih odvojenima. Dugogodišnja netrpeljivost između njemačkih država i Švicarske Konfederacije dovela je do žestoke rasprave o tome koliko Zwingli svoje ideje duguje luteranstvu. Premda zwinglianizam ima neobičnu sličnost s luteranstvom (imao je čak i vlastiti ekvivalent Devedeset i pet teza, nazvanih 67 zaključaka), povjesničari nisu uspjeli dokazati da je Zwingli imao bilo kakav kontakt s Lutherovim publikacijama prije 1520. godine, a sam Zwingli je tvrdio kako ih je odlučio ne pročitati.
Njemački princ Filip I. od Hessena vidio je potencijal u stvaranju saveza između Zwinglija i Luthera, uočivši snagu u ujedinjenoj protestantskoj fronti. Sastanak je održan u njegovu dvorcu 1529. godine. Taj je sastanak danas poznat kao "razgovor u Marburgu" i postao je čuven zbog svog potpunog neuspjeha. Njih dvojica nisu se mogli ni oko čega dogovoriti jer su se razilazili oko jedne ključne doktrine. Premda je Luther propovijedao konsupstancijaciju u euharistiji, za razliku od transupstancijacije, vjerovao je u stvarnu Kristovu prisutnost u kruhu pričesti. Zwingli, nadahnut nizozemskim teologom Hoenom, vjerovao je da kruh pričesti predstavlja samo simbol i spomen, a da sam Krist nije prisutan. Luther se toliko razbjesnio da je kredom napisao na stolu Hoc Est Corpus Meum - biblijski citat s Posljednje večere koji znači "Ovo je moje tijelo". Zwingli se usprotivio toj izreci rekavši da je est u tom kontekstu ekvivalentno riječi significat ("označava").
Neki Zwinglijevi sljedbenici vjerovali su da je reformacija bila suviše konzervativna, pa su samostalno krenuli prema radikalnijim pozicijama, od kojih neke opstaju među modernim anabaptistima. Jedan poznati incident koji to ilustrira dogodio se kada su radikalni Zwinglijevi sljedbenici pržili i jeli kobasice tijekom korizme na gradskom trgu u Zürichu u znak prosvjeda protiv crkvenog učenja o dobrim djelima. Ostali protestantski pokreti odrasli su na tragu mistike ili humanizma (npr. Erazmo Roterdamski i Louis de Berquin, koji su mučenički stradao 1529. godine), pa su se ponekad odvajali od Rima ili od protestanata ili su se formirali izvan crkava.

#### Jean Calvin
Nakon izopćenja Luthera i papine osude reformacije, rad i spisi Jeana Calvina utjecali su na uspostavljanje labavog konsenzusa između različitih crkava u Švicarskoj, Škotskoj, Mađarskoj, Njemačkoj i drugdje. Nakon protjerivanja bernskog biskupa 1526. i neuspjelih pokušaja bernskog reformatora Guillaumea (Williama) Farela, Calvina su zamolili da svoje organizacijske vještine, koje je stekao kao student prava, iskoristi za discipliniranje "palog grada" Ženeve. Njegove su "Uredbe" 1541. godine uključivale koordiniranje crkvenih poslova s gradskim vijećem i konzistorijem kako bi se moralnost unijela u sva područja života. Nakon uspostave Ženevske akademije 1559. godine, Ženeva je postala neslužbeni glavni grad protestantskog pokreta koji je pružao utočište protestantskim prognanicima iz cijele Europe i obrazovao ih za kalvinistčke misionare. Ti su misionari širili kalvinizam i formirali su francuske hugenote tijekom Calvinova života te su se proširili u Škotsku pod vodstvom mrzovoljnog Johna Knoxa 1560. godine. Anne Locke prevela je neke Calvinove spise na engleski otprilike u to vrijeme. Protestantska se vjera nastavila širiti nakon Calvinove smrti 1563. godine i početkom 17. stoljeća stigla je do Carigrada.
Reformacijski temelji uspostavili su odnos s augustinizmom. I Lutherova i Calvinova misao bile su na tragu teoloških učenja sv. Augustina. Augustinizam reformatora borio se protiv pelagijanizma, hereze kojoj su svjedočili u Katoličkoj crkvi svoga vremena. Nažalost, kako su se Calvin i Luther snažno sukobljavali oko određenih teoloških pitanja (poput dvostrukog predodređenja i svete pričesti), odnos između luterana i kalvinista u konačnici je bio odnos dvije sukobljene strane.

### Nordijske zemlje
Cijela je Skandinavija konačno prihvatila luteranizam tijekom 16. stoljeća, jer su monarsi Danske (koji su također vladali Norveškom i Islandom) i monarsi Švedske (koji su vladali i Finskom) prešli na tu vjeru.
U Švedskoj je na čelu reformacije bio Gustav Vasa, izabran za kralja 1523. godine. Konflikti s papom zbog papinog miješanja u švedske crkvene poslove dovelo je do prekida svake službene veze između Švedske i papinstva početkom 1523. godine. Četiri godine kasnije, na skupštini u Västeråsi, kralj je uspio nagovoriti skupštinu da prihvati kralja kao poglavara švedske nacionalne crkve. Kralj je dobio u posjed svu crkvenu imovinu, za crkvena imenovanja bilo je potrebno kraljevsko odobrenje, svećenstvo je podlijegalo građanskom zakonu, a "čista Božja Riječ" trebala se propovijedati u crkvama i poučavati u školama - što je zapravo predstavljalo službeno odobrenje luteranskih ideja. Apostolsko nasljedstvo zadržalo se u Švedskoj tijekom reformacije. Usvajanje luteranstva također je bio jedan od glavnih razloga Dackeovog rata, pobune seljaka u Smålandu.
Pod vladavinom Friderika I. (1523. – 1533.) Danska je i dalje ostala službeno katolička. Fridrik se u početku obvezao progoniti luterane, no ubrzo je usvojio politiku zaštite luteranskih propovjednika i reformatora, od kojih je najpoznatiji bio Hans Tausen. Tijekom njegove vladavine luteranizam je značajno prodro među dansko stanovništvo. Fridrik je 1526. godine zabranio papinsku investituru biskupa u Danskoj, a 1527. naredio je da novi biskupi doprinose plaćaju kruni, što je Fridrika zapravo učinilo poglavarom danske crkve. Fridrikov sin, Kristian, bio je otvoreni luteran, što je spriječilo njegov izbor za prijestolje nakon očeve smrti. Godine 1536., nakon pobjede u Grofovskom ratu, postao je kralj kao Kristian III. i nastavio reformaciju državne crkve uz pomoć Johannesa Bugenhagena. Za kopenhaške odluke 30. listopada 1536. ukinuta je vlast katoličkih biskupa.
Lutherov utjecaj već je stigao do Islanda prije dekreta kralja Kristiana. Nijemci su lovili robu u blizini islandske obale, a Hanza se bavila trgovinom s Islanđanima. Ti Nijemci podigli su luteransku crkvu u Hafnarfjörðuru već 1533. godine. Putem njemačkih trgovinskih veza mnogi su mladi Islanđani studirali u Hamburgu. Godine 1538., kada je kraljevski ukaz o novoj crkvenoj organizaciji stigao na Island, biskup Ögmundur i njegovo svećenstvo su ga osudili,prijeteći izopćenjem za sve koji su se povinovali njemačkoj "herezi". Godine 1539. kralj je na Island poslao novog guvernera Klausa von Mervitza, s mandatom da provede reformu i uzme u posjed crkvenu imovinu. Von Mervitz je zauzeo samostan u Viðeyu uz pomoć šerifa Dietricha iz Mindena i njegovih vojnika. Otjerali su redovnike i oduzeli im sve posjede, zbog čega ih je Ögmundur odmah ekskomunicirao.

### Britansko otočje

#### Engleska

##### Crkva Engleske
Odvajanje Engleske crkve od Rima pod Henrkom VIII., koje je započeto 1529. i dovršeno 1537. godine, priključilo je Englesku ovom širokom reformacijskom pokretu. Iako je Robert Barnes pokušao privoljeti Henrika VIII. da usvoji luteransku teologiju, on je to odbio 1538. i spalio ga na lomači 1540. godine. Reformatori u Engleskoj crkvi desetljećima su naizmjenično pokazivali naklonost prema katoličkim običajima s jedne strane i prema načelima reformacije s druge, te su tako, u okviru snažno protestantske doktrine, postupno razvijali jednu osobitu tradiciju koja se smatrala "srednjim putem" (via media) između katoličkih i protestantskih običaja.
Engleska reformacija slijedila je drugačiji tijek u odnosu na reformacijske pokrete u kontinentalnoj Europi. U Engleskoj je već dugo bila prisutna snažna struja antiklerikalizma. Tamo se već iznjedrio lolardski pokret Johna Wycliffea, koji je odigrao važnu ulogu jer je nadahnuo husite u Češkoj. Lolardski je pokret bio suzbijen i stavljen izvan zakona, pa je teško procijeniti opseg njegovog utjecaja u 1520-ima. Različiti karakter engleske reformacije potječe najviše iz činjenice da su je u početku vodile političke potrebe Henrika VIII.
Henrik je u početku bio iskren katolik, pa je čak i napisao knjigu u kojoj snažno kritizira Luthera. Njegova supruga Katarina Aragonska rodila je samo jedno dijete koje je preživjelo djetinjstvo, Mariju. Henry je snažno želio muškog nasljednika i u tome je mogao računati na podršku mnogih svojih podanika, makar samo zato što su željeli izbjeći još jedan dinastički sukob oko prijestolja kakav su bili Ratovi dviju ruža.
Pošto mu je odbijen zahtjev za poništenjem braka s Katarinom, kralj Henrik odlučio je izdvojiti Englesku crkvu iz papinske vlasti. Zakon o prevlasti 1534. godine priznao je Henrika kao "jedinog vrhovnog poglavara Engleske crkve na zemlji". Između 1535. i 1540. godine, za vrijeme Thomasa Cromwella, na snagu je stupila politika poznata kao "raspuštanje samostana". Na udaru su se našli i štovanje nekih svetaca, određena hodočašća i neka hodočasnička svetišta. Ogromne površine crkvene zemlje i imovine prešle su u ruke krune i na kraju u ruke plemstva i veleposjednika. Tako stečeni interes stvorio je snažnu silu koja se zalagala za raspuštanje samostana.
Bilo je i nekih značajnih protivnika Henrikove reformacije, kao što su Thomas More i kardinal John Fisher, koji su zbog svog protivljenja na kraju pogubljeni. Također je rasla i stranka reformatora prožeta kalvinističkim, luteranskim i Zwinglijevim doktrinama koje su tada bile u usponu na kontinentu. Kad je Henrik umro naslijedio ga je njegov protestantski sin Eduard VI., koji je preko svojih ovlaštenih vijećnika (budući da je kralj imao samo devet godina kad je stupio na prijestolje i petnaest kad je umro) vojvode od Somerseta i vojvode od Northumberlanda, naredio uništenje ikona u crkvama i zatvaranje kapela za pjevanja. Za vrijeme Eduarda VI. Engleska crkva približila se kontinentalnom protestantizmu.
Ipak, u širokim slojevima stanovništva religija je u Engleskoj još je uvijek bila neodređena i u formiranju. Nakon kratke katoličke obnove za vrijeme Marijine vladavine (1553. – 1558.), tijekom vladavine Elizabete I nastao je labavi konsenzus, iako je to jedna od najznačajnijih točaka sporenja među povjesničarima. Ovaj "Elizabetin dogovor o vjeri" u velikoj je mjeri uobličio anglicizam u osobitu crkvenu tradiciju. Kompromis je bio nelagodan i krivudao je između ekstremnog kalvinizma s jedne strane i katoličanstva s druge. Ali u usporedbi s krvavim i kaotičnim stanjem u tadašnjoj Francuskoj bio je relativno uspješan, dijelom i zato što je kraljica Elizabeta toliko dugo živjela, te se održao sve do puritanske revolucije ili engleskog građanskog rata u 17. stoljeću.

##### Engleski disidenti
Uspjeh protureformacije na europskom kontinentu i rast puritanske stranke posvećene daljnjim protestantskim reformama polarizirali su elizabetansko doba, premda je Engleska tek 1640-ih doživjela vjerski sukob koji se može usporediti sa sukobima koje su njezini susjedi pretrpjeli nekoliko generacija ranije.
Rani puritanski pokret (kraj 16. i tijekom 17. stoljeća) bio je po naravi reformirani (ili kalvinistički) i predstavljao je pokret za reformu u Engleskoj crkvi. Njegovo je podrijetlo ležalo u nezadovoljstvu koje je izazivao Elizabetin dogovor o vjeri. Željelo se Englesku crkvu učiniti više nalik na protestantske crkve u Europi, posebno u Ženevi. Puritanci su se protivili ukrasima i obredima u crkvama, odbacujući ih kao idolopoklonstvo (ruho, stole, orgulje, klečanje) i nazivajući ih "papinskom pompom i krpama" ("popish pomp and rags"). Prigovarali su i crkvenim sudovima. Njihovo odbijanje da u potpunosti usvoje sve ritualne upute i formule iz Knjige zajedničke molitve i nametanje njezinog liturgijskog poretka putem zakona i nadzora osnažili su puritanizam i definitivno ga pretvorili u oporbeni pokret.
Kasniji puritanski pokret, čiji se sljedbenici često nazivaju disidentima i nekonformistima, na kraju je doveo do stvaranja različitih reformističkih denominacija.
Najpoznatija emigracija u Ameriku bila je iseljavanje puritanskih separatista iz Anglikanske crkve u Engleskoj. U početku su se sklonili u Nizozemsku, a potom u Ameriku, kako bi osnovali englesku koloniju Massachusetts u Novoj Engleskoj, koja je kasnije postala jedna od izvornih saveznih američkih država. Ovi puritanski separatisti bili su poznati i kao "pilgrimi" (dosl. "hodočasnici"). Nakon uspostave kolonije u Plymouthu (koja je postala dijelom kolonije Massachusetts) 1620. godine, ovi su puritanski hodočasnici dobili od engleskog kralja povelju koja je ozakonila njihovu koloniju, što im je omogućilo da trguju i sklapaju poslove s trgovcima u Engleskoj u skladu s principima merkantilizma. Ova uspješna kolonija, premda su joj počeci bili prilično teški, ojačala je protestantsku prisutnost u Americi, koja je započela u prethodnom desetljeću uspostavljanjem Nove Nizozemske (ranija francuska, španjolska i portugalska naselja bila su rimokatolička) i postala je neka vrsta oaze duhovne i ekonomske slobode u koju su progonjeni protestanti i druge manjine s Britanskog otočja i Europe (a kasnije i iz cijeloga svijeta) bježali tražeći mir, slobodu i nove prilike. Puritanci su progonili one drugih vjerskih vjera, primjerice Anne Hutchinson protjerana je na Rhode Island tijekom antinomijske kontroverze, kvekerica Mary Dyer obješena je u Bostonu jer je više puta prkosila puritanskom zakonu kojim se kvekerima zabranjuje pristup koloniji. Ona je bila jedna od četvero pogubljenih kvekera poznatih kao bostonski mučenici. Pogubljenja su prestala 1661. godine, kada je kralj Karlo II. izričito zabranio Massachusettsu da pogubi bilo koga zbog ispovijedanja kvekerizma. Godine 1647. Massachusetts je donio zakon kojim se zabranjuje bilo kojem isusovačkom rimokatoličkom svećeniku ulazak na teritorij pod puritanskom jurisdikcijom. Svaka sumnjiva osoba koja se nije mogla opravdati morala je biti protjerana iz kolonije, a za ponovljeno kazneno djelo bila je propisana smrtna kazna.
Pilgrimi u Novoj Engleskoj iskazivali su radikalno protestantsko protivljenje Božiću, pa je proslava ovog blagdana bila zabranjena u Bostonu od 1659. do 1681. godine. Ovu je zabranu 1681. godine ukinuo guverner Edmund Andros, koga je imenovala Engleska, a opozvao je i puritansku zabranu svetkovina subotom navečer.  Unatoč ukidanju zabrane, Božić će tek sredinom 19. stoljeća postati popularan praznik u bostonskom području.
Izvorna namjera kolonista bila je uspostaviti duhovni puritanizam, koji im je bio uskraćen u Engleskoj i ostatku Europe, baviti se mirnom trgovinom s Engleskom i starosjedilačkim stanovništvom i preobraćati druge narode na američkom kontinentu kršćanskoj vjeri.

#### Wales
Biskup Richard Davies i disidentski protestantski klerik John Penry uveli su kalvinističku teologiju u Wales. Godine 1588. biskup Llandaffa objavio je cijeli prijevod Biblije na velški jezik. Prijevod je imao značajan utjecaj na velško stanovništvo i pomogao je učvršćivanju protestantizma među Velšanima. Velški protestanti koristili su model sinode u Dordrechtu iz 1618. – 1619. godine. Kalvinizam se razvio tijekom puritanskog razdoblja, nakon obnove monarhije pod Karlom II., i u okviru kalvinističkog metodističkog pokreta Walesa. Međutim, Calvinova djela bila su u Walesu slabo dostupna prije sredine 19. stoljeća.

#### Škotska
Reformacija je u Škotskoj u crkvenom smislu kulminirala uspostavljanjem crkve u skladu s reformističkim principima, a u političkom smislu trijumfom engleskog utjecaja nad francuskim. John Knox smatra se vođom škotske reformacije.
Reformacijski parlament 1560. godine odbacio je papinu vlast donošenjem Zakona o papinskoj jurisdikciji te je zabranio misno slavlje i odobrio protestantsko ispovijedanje vjere. Sve to omogućila je revolucija protiv francuske hegemonije pod režimom regentice Marije od Guisea, koja je upravljala Škotskom u ime svoje odsutne kćeri Marije, škotske kraljice (tada također supruge francuskog kralja).
Iako je protestantizam relativno lako trijumfirao u Škotskoj, preostalo je utvrditi točan oblik protestantizma. U 17. stoljeću odvijala se složena borba između prezbiterijanizma (osobito kovenantera) i episkopalizma. Prezbiterijanci su na kraju preuzeli kontrolu nad Škotskom crkvom, koja je nastavila imati važan utjecaj na prezbiterijanske crkve širom svijeta, ali je Škotska zadržala i relativno veliku episkopalnu manjinu.

#### Irska
Reformacija u Irskoj bio je pokret za reformu vjerskog života i institucija koji je u Irsku uvela engleska administracija po nalogu engleskog kralja Henrika VIII. Njegova želja za poništenjem braka bila je poznata kao "kraljeva velika stvar". Na kraju je papa Klement VII. odbio kraljevu molbu stoga je postalo neophodno da kralj potvrdi svoje gospodstvo nad Rimokatoličkom crkvom u svom kraljevstvu, kako bi svojim željama dao pravnu težinu. Engleski parlament potvrdio je kraljevu prevlast nad Crkvom u Kraljevini Engleskoj. Ovaj izazov papinskoj prevlasti rezultirao je raskidom s Rimokatoličkom crkvom. Do 1541. godine irski parlament pristao je promijeniti status zemlje iz statusa lordstva (lordship) u status Kraljevine Irske.
Za razliku od sličnih vjerskih reformističkih pokreta na europskom kontinentu, različite faze engleske reformacije, kako se ona razvijala u Irskoj, uglavnom su bile pokretane promjenama vladine politike na što se javno mnijenje u Engleskoj postupno prilagođavalo. Međutim, nekoliko faktora zakompliciralo je usvajanje vjerskih inovacija u Irskoj. Većina tamošnjeg stanovništva držala se Rimokatoličke crkve, ali u gradu Dublinu reformacija je pustila korijen pod pokroviteljstvom dublinskog nadbiskupa Georgea Brownea.

### Francuska
Osim valdenga koji su već bili prisutni u Francuskoj, protestantizam se proširio i iz njemačkih zemalja gdje su protestanti dobili nadimak hugenoti što je na kraju dovelo do dugotrajnih građanskih ratova.
Iako osobno nije bio zainteresiran za vjersku reformu, Franjo I. (vladao 1515. – 1547.) u početku je iskazivao tolerantni stav u skladu sa svojim zanimanjem za humanistički pokret. To se promijenilo 1534. godine, kad je došlo do tzv. "slučaja s plakatima". Tom su prilikom protestanti osudili katoličku misu postavljajući plakate širom Francuske, čak i do kraljevskih odaja. Tijekom tog razdoblja, kad je pitanje vjere ušlo u sferu politike, Franjo je taj pokret shvatio kao prijetnju za stabilnost kraljevstva.
Nakon "afere plakata" krivci su uhićeni i najmanje desetak heretika je pogubljeno, a progon protestanata je pojačan. Jedan od onih koji su u to vrijeme pobjegli iz Francuske bio je Jean Calvin, koji se preselio u Basel 1535. godine, prije no što se naposljetku nastanio u Ženevi 1536. godine. Izvan dosega francuskih kraljeva u Ženevi, Calvin se i dalje zanimao za vjerska pitanja svog rodnog kraja, uključujući obuku svećenika za protestantske zajednice u Francuskoj.
Kako se broj protestanata u Francuskoj povećavao, tako je rastao i broj heretika u zatvorima koji čekaju suđenje. U pokušaju da smanji broj takvih sudskih slučajeva u Normandiji, 1545. godine normandijski parlament ustanovio je specijalni sud koji je bio nadležan samo za suđenje hereticima. Kada je Henrik II. došao na francusko prijestolje 1547. godine progon protestanata se pojačao, a u parlamentu u Parizu također su uspostavljeni posebni sudovi za suđenje hereticima. Ti su sudovi bili poznati kao "La Chambre Ardente" ("vatrena komora") zbog svoje reputacije izricanja smrtnih kazni na vješalima u plamenu.
Usprkos žestokom progonu koji je pokrenuo Henrik II., Reformirana crkva Francuske, uglavnom kalvinistička po vjerskom usmjerenju, neprestano se širila u velikim dijelovima nacije, pogotovo u urbanoj buržoaziji i dijelovima aristokracije, budući da je bila osobito privlačna ljudima koji su se osjećali otuđenima od tvrdokornosti i samozadovoljstva Katoličke crkve.
Francuski protestantizam, iako se njegova privlačnost povećala pod progonom, poprimio je izrazito politički karakter, što je postalo još očitije kad je tijekom 1550-ih veći broj plemića prešao na protestantsku vjeru. To je stvorilo preduvjete za niz povremenih destruktivnih sukoba poznatih kao "Ratovi oko religije". Građanski ratovi dobili su zamah iznenadnom smrću Henrika II. 1559. godine, čime je započelo dulje razdoblje slabljenja moći francuske krune.
Neprijateljstvo i gnjev postali su tipične karakteristike tog vremena što se najjasnije pokazalo u masakru na Dan sv. Bartolomeja u kolovozu 1572. godine, kada je katolička stranka ubila između 30.000 i 100.000 hugenota diljem Francuske. Ratovi su se završili tek kad je Henrik IV., i sam bivši hugenot, izdao Nantski edikt (1598.) gdje je obećao službenu toleranciju protestantske manjine, ali pod vrlo ograničenim uvjetima. Katoličanstvo je ostalo službena državna religija, a francuski protestantizam postupno je opadao tijekom sljedećeg stoljeća što je kulminiralo Ediktom iz Fontainebleaua, koji je 1685. izdao Luj XIV., a kojim je ukinut Nantski edikt i katoličanstvo proglašeno jedinom zakonitom religijom Francuske što je dovelo do toga da su neki hugenoti živjeli kao nikodemiti, tj. oni koji kriju svoju pravu vjeru. Kao odgovor na Edikt iz Fontainebleaua, Frederick William I, izbornik Brandenburga objavio je Potsdamski edikt (listopad 1685.), kojim je hugenotskim izbjeglicama odobrio besplatan prolaz i oslobođenje od poreza na deset godina.
Krajem 17. stoljeća, između 150 i 200 tisuća hugenota pobjeglo je u Englesku, Nizozemsku, Prusiju, Švicarsku te u engleske i nizozemske prekomorske kolonije. Znatnija protestantska zajednica u Francuskoj zadržala se u regiji Cévennes. Posebna protestantska zajednica, luteranske vjere, postojala je u novoosvojenoj provinciji Alsaceu, budući da na njen status nije utjecao Edikt iz Fontainebleaua.

### Španjolska
Početkom 16. stoljeća Španjolska je u nekoliko aspekata imala drugačije političke i kulturne značajke u odnosu na svoje zapadne i srednjoeuropske susjede, što je utjecalo na mentalitet i reakciju naroda na reformaciju. Španjolska, koja je tek nedavno uspjela dovršiti ponovno osvajanje poluotoka od Maura 1492. godine, bila je zaokupljena preobraćenjem na kršćansku vjeru muslimanskog i židovskog stanovništva u novoosvojenim područjima, u koju je svrhu 1478. godine uspostavljena španjolska inkvizicija. Španjolski vladari naglašavali su političko, kulturno i vjersko jedinstvo, a u vrijeme luteranske reformacije španjolska je inkvizicija bila na djelu već 40 godina i imala je sposobnost brzog progona bilo kojeg novog pokreta koji su čelnici Katoličke crkve smatrali vjerskom heterodoksijom. Karlo V. nije želio podjele u Španjolskoj ili u ostatku habsburške Europe, a u svjetlu stalne prijetnje Osmanlija radije je želio da se sama Rimokatolička crkva iznutra reformira. To je dovelo do protureformacije u Španjolskoj 1530-ih. Tijekom 1520-ih španjolska je inkvizicija stvorila atmosferu sumnje i nastojala je iskorijeniti svaku vjersku misao koja se čini sumnjivom. Već je 1521. godine papa napisao pismo španjolskom vladaru upozoravajući da se u Španjolskoj ne smije dopustiti ponavljanje nemira kakvi su viđeni u sjevernoj Europi. Između 1520. i 1550. godine tiskare u Španjolskoj bile su strogo kontrolirane, a bilo kakve knjige protestantskog učenja zabranjene.
Između 1530. i 1540. protestantizam u Španjolskoj još je uvijek mogao potajno steći sljedbenike, a u gradovima poput Seville i Valladolida pristaše bi se potajno sastajali u privatnim kućama kako bi molili i proučavali Bibliju. Broj protestanata u Španjolskoj u to se vrijeme procjenjivao između 1 000 i 3 000, uglavnom među intelektualcima do kojih su došli spisi poput Erazmovih. Među značajnim reformatorima bili su Juan Gil i Juan Pérez de Pineda, koji su kasnije pobjegli i surađivali s drugima, poput Francisca de Enzinasa, na prevođenju grčkog teksta Novog zavjeta na španjolski jezik, što je dovršeno 1556. godine. Španjolci su protestantske spise krijumčarili u Španjolsku, kao primjerice Julián Hernández kojeg je 1557. inkvizicija osudila i spalila na lomači. Za vrijeme Filipa II., konzervativci u španjolskoj katoličkoj crkvi zbili su svoje redove i pojačali pritisak, a oni koji su odbili odustati, poput Rodriga de Valera, osuđeni su na doživotni zatvor. U svibnju 1559. šesnaest španjolskih luterana spaljeno je na lomači: četrnaest ih je zadavljeno prije nego što je spaljeno, dok su dvoje izgorjeli živi. U listopadu ih je pogubljeno još trideset. Španjolski protestanti koji su uspjeli pobjeći iz zemlje mogli su se naći u najmanje desetak gradova u Europi, poput Ženeve, gdje su neki od njih prihvatili kalvinistička učenja. Podršku onima koji su pobjegli u Englesku dala je Crkva Engleske.
Kraljevina Navara, iako se u vrijeme protestantske reformacije radilo o manjoj kneževini teritorijalno ograničenoj na južnu Francusku, imala je za vladare francuske hugenotske monarhe, uključujući Henrika IV i njegovu majku Juanu III. Navarsku, odanu katolkinju. Po dolasku protestantske reformacije kalvinizam je došao do Baska putem prijevoda Biblije na baskijski jezik koji je sastavio Joanes Leizarraga.
Molinizam je unutar Rimokatoličke crkve pružao jednu vrstu soteriologije koja je nalikovala protestantskoj.
Tijekom razdoblja reformacije protestantizam je u Portugalu bio neuspješan, jer je njegovo širenje bilo otežano iz razloga koji su bili vrlo slični okolnostima u Španjolskoj.

### Nizozemska i Belgija
Reformaciju u Nizozemskoj, za razliku od mnogih drugih zemalja, nisu pokrenuli vladari njezinih Sedamnaest provincija, već mnogobrojni narodni pokreti ojačani dolaskom protestantskih izbjeglica iz drugih dijelova kontinenta. Dok je anabaptistički pokret uživao popularnost u ovom području u prvim desetljećima reformacije, kalvinizam je u obliku Nizozemske reformirane crkve postao dominantna protestantska vjera u zemlji od 1560-ih godina nadalje. Početkom 17. stoljeća unutarnji teološki sukob u kalvinističkoj crkvi između dva pravca kalvinizma, gomarista i liberalnih arminijana (ili remonstranata), završio se tako da je gomarski kalvinizam postao de facto državna religija.
Prva dva luteranska mučenika bili su monasi iz Antwerpena Johann Esch i Heinrich Voes spaljeni na lomači kad se nisu htjeli odreći svoje vjere. Snažan progon protestanata koji je pokrenula španjolska vlast Filipa II. doprinijeo je želji za neovisnošću u provincijama, što je dovelo do Osamdesetogodišnjeg rata i posljedično do odvajanja pretežno protestantske Nizozemske Republike od Južne Nizozemske, koja je bila pretežno katolička i čiji se teritorij otprilike poklapa s današnjom Belgijom. Na vrhuncu belgijske reformacije 1566. godine tamo je živjelo oko 300.000 protestanata, koji su činili 20 posto belgijskog stanovništva.
Luksemburg, koji je bio dijelom španjolske Nizozemske, ostao je privržen rimokatoličanstvu, a protestantizam je bio zakonom zabranjen sve do 1768. godine.

### Mađarska
Velik dio stanovništva Kraljevine Mađarske usvojio je protestantizam tijekom 16. stoljeća. Nakon bitke kod Mohača 1526. godine, mađarski narod bio je razočaran nesposobnošću vlade da ga zaštiti i okrenuo se vjeri za koju je smatrao da će mu uliti snagu potrebnu za otpor osvajaču. Pronašli su to u učenju protestantskih reformatora poput Martina Luthera. Širenju protestantizma u ovoj zemlji pomogla je velika njemačka etnička manjina koja je mogla razumjeti i prevesti djela Martina Luthera. Dok se luteranizam učvrstio među stanovništvom koje govori njemački i slovački jezik, kalvinizam je postao široko prihvaćen među etničkim Mađarima.
Na neovisnijem sjeverozapadu zemlje, vladari i svećenici, zaštićeni sada Habsburškom Monarhijom koja je krenula u borbu protiv Turaka, branili su staru katoličku vjeru. Gdje god su mogli, zatvarali su protestante u zatvor i osuđivali ih na smrt. Takve su snažne mjere samo raspirivale plamen prosvjeda. Među vođama protestanata bili su Mátyás Dévai Bíró, Mihály Sztárai, István Szegedi Kis i Ferenc Dávid.
Protestanti su vjerojatno bili većina među mađarskim stanovništvom krajem 16. stoljeća, ali protureformacijski napori u 17. stoljeću preokrenuli su većinu kraljevstva u katoličanstvo. Ostala je značajna protestantska manjina, koja se većinom držala kalvinističke vjere.
Godine 1558. transilvanijski sabor u Turdi objavila je slobodu ispovijedanja i katoličke i luteranske vjere, ali je zabranila kalvinizam. Deset godina kasnije 1568. godine sabor je proširio tu slobodu, izjavivši da "nitko ne smije nikoga zastrašivati zatočenjem ili protjerivanjem zbog vjere". Četiri vjere proglašene su "prihvaćenim" (recepta) religijama (četvrta je unitarizam, koji je postao službenim 1583. godine kao vjera jedinog unitarističkog kralja, Ivana II. Žigmunda Zapolje, vladao 1540. – 1571.), dok je istočno pravoslavno kršćanstvo bilo "tolerirano" (iako je gradnja pravoslavnih crkava od kamena bila zabranjena). Tijekom Tridesetogodišnjeg rata habsburška Kraljevina Mađarska priklonila se katoličkoj strani, dok se Transilvanija nije pridružila protestantskoj strani.
Između 1604. i 1711. godina došlo je do niza protuhabsburških pobuna, u kojima su se zahtijevala jednaka prava i slobode za sve kršćanske denominacije, ali s različitim uspjehom. Utanci su obično kretali iz Transilvanije. Protureformacijski napori Habsburga u 17. stoljeću preokrenuli su veći dio kraljevstva na katoličanstvo.
Središte protestantskog učenja u Mađarskoj već je nekoliko stoljeća bilo Sveučilište u Debrecenu. Osnovano 1538. godine, to se sveučilište nalazilo na području istočne Mađarske pod osmanlijskom vlašću tijekom 1600-ih i 1700-ih, pa mu je na ruku išla islamska tolerancija i tako je izbjeglo protureformacijski progon.

### Istočna Europa
Transilvanija u današnjoj Rumunjskoj imala je reputaciju "odlagališta nepoželjnih" u Habsburškoj Monarhiji. Tamo su se nasilno slali ljudi koji se nisu slagali s voljom Habsburgovaca i vođa Katoličke crkve. Stoljeća ove prakse omogućili su da se u Rumunjskoj pojave različite protestantske tradicije, uključujući luteranstvo, kalvinizam i unitarizam.
U Moldaviji, reformacija nije imala značajnijeg odjeka, osim što su u Besarabiji osnovane jedna kongregacija husita i jedna kongregacija kalvinista. Tijekom razdoblja reformacije Moldavija je više puta napadana.
Kalvinizam je bio popularan među Mađarima koji su naseljavali jugozapadne dijelove današnje Ukrajine. Njihovi se potomci još uvijek tamo mogu naći, poput Subkarpatske reformirane crkve.
U Bjelorusiji, prva protestantska kongregacija osnovana je u Brest-Litovsku u reformiranoj tradiciji, a Bjeloruska evangelistička reformirana crkva postoji i danas.

### Italija
Glas o protestantskim reformatorima stigao je u Italiju 1520-ih, ali nikada nije uhvatio čvršćeg korijena. Razvoj protestantskih ideja u Italiji zaustavili su protureformacija, inkvizicija, ali i nezainteresiranost stanovništva. Ne samo da je Crkva bila vrlo agresivna u istrazi i suzbijanju hereze, već je nedostajalo i protestantsko vodstvo. Nitko nije preveo Bibliju na talijanski jezik; malo je spisa napisano o protestantskim temama. Nije se pojavila niti jedna nit protestantizma. Malobrojni propovjednici koji su se zanimali za "luteranstvo", kako se protestantizam općenito nazivao u Italiji, bili su potisnuti ili su otišli u progonstvo u sjeverne zemlje, gdje je njihova poruka dobro prihvaćena. Kao rezultat toga, reformacija nije imala gotovo nikakav trajni utjecaj u Italiji, osim jačanja Katoličke crkve i poticaja za još jače protureformacijske napore.
Neki su protestanti napustili Italiju i postali istaknuti aktivisti europske reformacije, uglavnom u Poljsko-Litvanskoj Uniji (npr. Giorgio Biandrata, Bernardino Ochino, Giovanni Alciato, Giovanni Battista Cetis, Fausto Sozzini, Francesco Stancaro i Giovanni Valentino Gentile), koji su tamo propagirali antitrinitarijanizam i bili glavni motivatori pokreta Poljske braće. Neki su također pobjegli u Englesku i Švicarsku, uključujući Petra Vermiglija.
Godine 1532. Valdenzi, koji su već bili prisutni stoljećima prije reformacije, udružili su se i usvojili kalvinističku teologiju. Valdeška crkva preživjela je u zapadnim Alpama mnoge progone, pa i danas postoji kao jedna od protestantskih crkava u Italiji.

### Poljsko-Litvanska Unija
U prvoj polovici 16. stoljeća ogromna Poljsko-Litvanska Unija bila zemlja mnogih vjeroispovijesti, ali je Rimokatolička crkva i dalje dominirala. Reformacija je u Poljsku stigla 1520-ih i brzo stekla popularnost među stanovnicima onih područja u kojima se većinski govorio njemački, kao što su Gdańsk, Toruń i Elbląg. U Koenigsbergu je 1530. godine objavljen Lutherov Mali katekizam na poljskom jeziku. Prusko Vojvodstvo, koje je bilo poljski feud, pojavilo se kao ključno središte pokreta s brojnim tiskarama koje su izdavale ne samo Bibliju, već i katekizme na njemačkom, poljskom i litavskom jeziku.
Luteranstvo je steklo popularnost u sjevernom dijelu zemlje, dok je kalvinizam privukao interes plemstva (poznatog kao šljahta, uglavnom u Malopoljskoj i Velikoj Kneževini Litvaniji. Nekoliko tiskara otvoreno je u Malopoljskoj sredinom 16. stoljeća u mjestima kao što Słomniki i Raków. U to su vrijeme menoniti i Češka braća došli u Poljsku, a potonji su se uglavnom nastanili u Velipoljskoj oko Leszna. Godine 1565. godine pojavila su se Poljska braća kao još jedan reformacijski pokret.
U 16. stoljeću Poljsko-Litvanska Unija bila je jedinstvena u Europi zbog raširene vjerske tolerancije, koju je potvrdila Varšavska konfederacija. Godine 1563. objavljena je Brestovska Biblija. Razdoblje tolerancije završilo se za vladavine kralja Sigismunda III. Vase, koji je bio pod snažnim utjecajem Petra Skarge i drugih isusovaca. Nakon Potopa, kako se naziva gotovo 20-godišnje razdoblje neprekinutih ratova sredinom 17. stoljeća, u kojima su svi neprijatelji Poljske bili ili protestanti ili pravoslavci, stav Poljaka se promijenio, protureformacija je prevladala. Godine 1658. poljska braća bila su prisiljena napustiti zemlju, a 1666. godine sejm je zabranio otpadništvo od katoličanstva u bilo koju drugu denominaciju, pod prijetnjom smrtne kazne. Konačno, 1717. godine tzv. tihi sejm zabranio je nekatolicima da postanu zastupnici u parlamentu.
Među najvažnijim protestantima Poljsko-Litvanske Unije bilu su Mikołaj Rej, Marcin Czechowic, Andrzej Frycz Modrzewski i Symon Budny.

### Južnoslavenske zemlje
U Sloveniji je Primož Trubar značajan jer je konsolidirao slovenski jezik i smatra se ključnom figurom slovenske kulturne povijesti i u mnogim aspektima jednom od najvećih slovenskih povijesnih ličnosti. Trubar je bio je ključna figura protestantske crkve slovenskih zemalja, budući da je bio njezin osnivač i prvi poglavar. Prve knjige na slovenskom jeziku, Katekizem v slovenskem jeziku i Abecedarium, napisao je upravo Trubar.
U Hrvatskoj je, luteranizam dotaknuo sjeverne dijelove zemlje. Matija Vlačić Ilirik (Matthias Flacius Illyricus, 1520. – 1575.) iz Labina u Istri, u kojoj su humanistički centri bili i Kopar i Piran, najvažniji je među hrvatskim humanistima protestantima. Cijeli je život proveo u Njemačkoj i bio je suradnik Luthera i Melanchthona. Nakon Lutherove smrti, kad su mnogi protestantski prvaci postali zagovornici postupne borbe i kompromisa s Rimom, Vlačić je bio najgorljiviji zastupnik Lutherovih ideja i konačno začetnik nove radikalne struje nazvane po njemu flacijanizam. Zbog beskompromisnog stava bio je do kraja života proganjan od Katoličke crkve. Njegova teološka, filozofska, historiografska i filološka djelatnost je ogromna: ostavio je više od 300 knjiga i kraćih spisa. Glavna su mu djela Katalog svjedoka istine (Catalogus testium veritatis, 1556.), u kojem je prikazao 650 svjedoka - otpadnika od rimske crkve, te Ključ Svetoga pisma (Clavis scripturae sacrae, 1567.), enciklopedijski rječnik hebreizama, koji je postao temeljno djelo protestantskog tumačenja Biblije.

### Grčka
Protestantska učenja zapadne crkve nakratko su bila usvojena i u istočnoj pravoslavnoj crkvi preko grčkog ekumenskog patrijarha Kirila Lukarisa 1629. godine objavljivanjem Ispovijedi (Confessio), odnosno kalvinističke doktrine u Ženevi. Faktori koji su utjecali na njihovu odluku da usvoje aspekte reformacije uključivali su povijesno rivalstvo i nepovjerenje između grčke pravoslavne i rimokatoličke crkve, kao i zabrinutost zbog jezuitskih svećenika koji su ulazili u grčke zemlje u nastojanju da prošire učenja protureformacije među grčkim stanovništvom. Lukaris je naposljetku sponzorirao prijevod Novoga zavjeta na novogrčki jezik koji je sačinio Maksim s Galipolja i koji je objavljen je u Ženevi 1638. godine. Nakon Lukarisove smrti 1638. konzervativne frakcije istočne pravoslavne crkve održale su dvije sinode, Carigradsku sinodu (1638.) i Jašku sinodu (1642.), na kojima su kritizirane provedene reforme. Naposljetku, na sazivu iz 1672. pod vodstvom jeruzalemskog patrijarha Dositeja II., službeno su osuđene kalvinističke doktrine.

## Kraj pokreta i posljedice

### Kraj reformacije
Ne postoji opća suglasnost o tome kada je reformacija završila. Različita tumačenja ističu različite datume, čitava razdoblja ili tvrde da reformacija zapravo nikada nije završila. Međutim, postoji nekoliko popularnih tumačenja koje koristi većina znanstvenika.
- U povijesti teologije ili filozofije, doba reformacije završilo je s dolaskom "razdoblja pravovjerja". To razdoblje, koje se također naziva skolasticizmom 17. stoljeća, započelo je s Tridentskim saborom 1545. – 1563. godine, s anglikanskih Trideset devet članova iz 1562. godine, s Knjigom suglasnosti iz 1580. godine i drugim ispovijedanjima vjere. Razdoblje pravovjerja završilo je nastupanjem doba pijetizma i prosvjetiteljstva.
- Vestfalski mir mogao bi se smatrati događajem koji je okončao reformaciju.
- Neki tvrde da reformacija nikada nije završila jer su se nove crkve odcijepile od Katoličke crkve (npr. Starokatolička crkva, Poljska nacionalna katolička crkva itd.), kao i sve protestantske crkve koje danas postoje. Međutim, nijedna crkva koja se odvojila od Katoličke crkve nakon 17. stoljeća nije to učinila na temelju onih ideja koje su pokrenule i motivirale reformaciju.

#### Tridesetogodišnji rat
Reformacija je dovela do niza vjerskih ratova koji su kulminirali Tridesetogodišnjim ratom (1618. – 1648.), koji je opustošio veći dio Njemačke, usmrtivši između 25% i 40% cjelokupnog stanovništva. Rimokatolička kuća Habsburg i njezini saveznici borili su se protiv protestantskih kneževa Njemačke, koje su u različito vrijeme podržavale Danska, Švedska i Francuska. Habsburgovci, koji su vladali Španjolskom, Austrijom, češkim zemljama, Mađarskom, slovenskim zemljama, španjolskom Nizozemskom i velikim dijelovima Njemačke i Italije, bili su odani branitelji Rimokatoličke crkve. Neki povjesničari vjeruju da se doba reformacije približilo kraju kada se rimokatolička Francuska svrstala na stranu protestantskih država protiv dinastije Habsburg. Po prvi puta od vremena Martina Luthera, politička i nacionalna uvjerenja odnijela su u Europi prevagu nad vjerskim uvjerenjima.
Dva glavna zaključka Vestfalskog mira, kojim je završen Tridesetogodišnji rat, bila su:
- Sve stranke će priznati Augsburški mir iz 1555. godine, kojim svaki vladar ima pravo odrediti religiju svoje države, pri čemu su opcije bile katoličanstvo, luteranstvo i, sada pridodan, kalvinizam (načelo cuius regio, eius religio).
- Kršćanima koji žive u kneževinama gdje njihova vjeroispovijest nije jedna od zvaničnih crkava zajamčeno je pravo da svoju vjeru ispovijedaju javno tijekom dodijeljenih sati i privatno po svojoj volji.

Ovaj je mirovni ugovor efektivno okončao paneuropsku političku moć papinstva. Papa Inocent X. proglasio je taj ugovor "ništavnim, nevažećim, nevaljanim, nepravnim, nepravednim, prokletim, uvredljivim, neiskrenim, bez značenja i učinka za sva vremena" u svojoj buli Zelo Domus Dei. Europski vladari, kako katolici tako i protestanti, ignorirali su ovu njegovu osudu.

### Posljedice reformacije
Znanstvenici su utvrdili niz posljedica protestantske reformacije vezanih za razvoj ljudskog potencijala, protestantsku etiku, ekonomski razvoj, državnu upravu, kao i neke "mračne" ishode.
U domeni razvoja ljudskog potencijala, kao posljedice reformacije zapažaju se: viša stopa pismenosti; snižene razlike između pripadnika muškog i ženskog spola u pogledu pohađanja škole i stope pismenosti; viša stopa upisa u osnovnu školu; povećana javna izdvajanja za školstvo i viši stupanj obrazovanja među pripadnicima vojske, veće sposobnosti čitanja, računanja i pisanja te poznavanja povijesti.
U domeni protestantske etike, kao posljedice protestantizma zapažaju se sljedeće pojave: veći broj radnih sati; različiti stavovi protestanata i katolika prema radu, manji broj referenduma o pitanjima dokolice, državnog uplitanja i preraspodjele sredstava u švicarskim kantonima s više protestanata; manje zadovoljstvo životom u trenutku nezaposlenosti, protržišni stavovi, razlike u prihodima između protestanata i katolika.
U domeni ekonomskog razvoja, zapažaju se sljedeće posljedice reformacije: različite razine prihoda od poreza na dohodak po stanovniku, postotak radne snage u proizvodnji i uslugama te prihodi muških učitelja u osnovnoj školi, protestantski gradovi su doživjeli veći porast; veće poduzetništvo među pripadnicima vjerskih manjina u protestantskim državama, različita socijalna etika.
U domeni uprave, kao posljedice reformacije izdvajaju se ove pojave: reformacija se smatra jednim od ključnih faktora u razvoju državnog sustava uprave, reformacija se smatra jednim od ključnih faktora u razvoju transnacionalnih pokreta koji propagiraju određena stanovišta, reformacija je izvršila utjecaj na zapadnu pravnu tradiciju, uspostava državnih crkava, osnutak sustava za podršku siromašnim i općenito socijalnih državnih sustava.
Od "mračnih" posljedica reformacije izdvajaju se sljedeće: suđenja vješticama postala su češća u područjima gdje su se protestanti i katolici borili za naklonost vjernika, protestanti su prije glasali za naciste nego njemački katolici, (Christopher J. Probst u svojoj knjizi Demoniziranje Židova: Luther i protestantska crkva u nacističkoj Njemačkoj (2012.) pokazuje da je velik broj njemačkog protestantskog svećenstva i teologa tijekom nacističkog Trećeg Reicha koristio Lutherove neprijateljske publikacije prema Židovima i židovstvu kako bi opravdali antisemitsku politiku nacionalsocijalista), viša stopa samoubojstava i veća društvena prihvatljivost samoubojstva.

### Historiografija
Margaret C. Jacob tvrdi da je došlo do dramatičnog pomaka u historiografskom proučavanju reformacije. Do 1960-ih povjesničari su svoju pozornost uglavnom usmjeravali na velike vođe i teologe 16. stoljeća, posebno Luthera, Kalvina i Zwinglija. Njihove su ideje detaljno proučene. Međutim, uspon nove discipline povijesti društva 1960-ih gleda na povijest odozdo prema gore, a ne od vrha prema dolje. Povjesničari su se usredotočili na vrijednosti, uvjerenja i ponašanje naroda a ne samo njihovih vođa. Jacob zaključuje da se "u suvremenoj znanosti na reformaciju danas gleda kao na veliki kulturni preokret, na društveni i popularni pokret, koji je zbog svoje raznolikosti izniveliran i bogat".

### Pregledi
- Appold, Kenneth G. The Reformation: A Brief History (2011) online
- Spalding, Martin. 2010. The History of the Protestant Reformation; In Germany and Switzerland, and in England, Ireland, Scotland, the Netherlands, France, and Northern Europe. General Books LLC
- Sascha O. Becker, Steven Pfaff and Jared Rubin. Causes and Consequences of the Protestant Reformation (2015) https://www2.warwick.ac.uk/fac/soc/economics/research/workingpapers/2016/twerp_1105_becker.pdf

### Sekundarni izvori
- Bagchi, David, and David C. Steinmetz, eds. The Cambridge Companion to Reformation Theology (2004)
- Bainton, Roland. 1952. The Reformation of the Sixteenth Century. The Beacon Press. Boston. ISBN 0-8070-1301-3
- Braaten, Carl E. and Robert W. Jenson. The Catholicity of the Reformation. Grand Rapids: Eerdmans, 1996. ISBN 0-8028-4220-8.
- Collinson, Patrick. The Reformation: A History (2006)
- Elton, Geoffrey R. and Andrew Pettegree, eds. Reformation Europe: 1517–1559 (1999) excerpt and text search
- Hillerbrand, Hans J. The Protestant Reformation (2nd ed. 2009)
- Hsia, R. Po-chia, ed. A Companion to the Reformation World (2006)
- Lindberg, Carter. The European Reformations (2nd ed. 2009)
- Naphy, William G. 2007. The Protestant Revolution: From Martin Luther to Martin Luther King Jr. BBC Books. ISBN 978-0-563-53920-9
- Payton Jr. James R. Getting the Reformation Wrong: Correcting Some Misunderstandings (IVP Academic, 2010)
- Pelikan, Jaroslav. 1984. Reformation of Church and Dogma (1300–1700). University of Chicago Press. Chicago. ISBN 0-226-65377-3
- Spitz, Lewis William. The Protestant Reformation: 1517–1559 (2003)

### Primarni izvori
- Fosdick, Harry Emerson, ed. Great Voices of the Reformation [and of other putative reformers before and after it]: an Anthology, ed., with an introd. and commentaries, by Harry Emerson Fosdick. New York: Modern Library, 1952. xxx, 546 p.
- Janz, Denis, ed. A Reformation Reader: Primary Texts With Introductions (2008) excerpt and text search
- Luther, Martin Luther's Correspondence and Other Contemporary Letters, 2 vols., tr. and ed. by Preserved Smith, Charles Michael Jacobs, The Lutheran Publication Society, Philadelphia, Pa. 1913, 1918. vol.2 (1521–1530) from Google Books. Reprint of Vol.1, Wipf & Stock Publishers (March 2006). ISBN 1-59752-601-0.
- Spitz, Lewis W. The Protestant Reformation: Major Documents. St. Louis: Concordia Publishing House, 1997. ISBN 0-570-04993-8

### Historiografija
- Bates, Lucy. 2010. The Limits of Possibility in England's Long Reformation. Historical Journal. 53 (4): 1049–1070. doi:10.1017/S0018246X10000403. JSTOR 40930369
- Bradshaw, Brendan. 1983. The Reformation and the Counter-Reformation. History Today. 33 (11): 42–45
- Brady, Jr., Thomas A. 1991. People's Religions in Reformation Europe. The Historical Journal. 24 (1): 173–182. JSTOR 2639713
- de Boer, Wietse. 2009. An Uneasy Reunion The Catholic World in Reformation Studies. Archiv für Reformationsgeschichte. 100 (1): 366–387. doi:10.14315/arg-2009-100-1-366
- Dickens, A. G.; Tonkin, John M., ur. 1985. The Reformation in Historical Thought. Harvard University Press
- Dixon, C. Scott. 2012. Contesting the Reformation
- Fritze, Ronald H. 2005. The English Reformation: Obedience, Destruction and Cultural Adaptation. Journal of Ecclesiastical History. 56 (1): 107–115. doi:10.1017/S0022046904002106
- Haigh, Christopher. 1982. The recent historiography of the English Reformation. The Historical Journal. 25 (4): 995–1007. doi:10.1017/s0018246x00021385. JSTOR 2638647
- Haigh, Christopher. 1990. The English Reformation: A Premature Birth, a Difficult Labour and a Sickly Child. The Historical Journal. 33 (2): 449–459. doi:10.1017/s0018246x0001342x. JSTOR 2639467
- Haigh, Christopher. 2002. Catholicism in Early Modern England: Bossy and Beyond. The Historical Journal. 45 (2): 481–494. doi:10.1017/S0018246X02002479. JSTOR 3133654
- Heininen, Simo; Czaika, Otfried. 2010. Wittenberg Influences on the Reformation in Scandinavia. European History Online. Institute of European History. Mainz. Pristupljeno 17. prosinca 2012.
- Hsia, Po-Chia, ur. 2006. A Companion to the Reformation World
- Hsia, R. Po-chia. 2004. Reformation on the Continent: Approaches Old and New. Journal of Religious History. 28 (2): 162–170. doi:10.1111/j.1467-9809.2004.00212.x
- Hsia, R. Po-Chia. 1987. The Myth of the Commune: Recent Historiography on City and Reformation in Germany. Central European History. 20 (3): 203–215. doi:10.1017/s0008938900012061. JSTOR 4546103
- Karant-Nunn, Susan C. 2005. Changing One's Mind: Transformations in Reformation History from a Germanist's Perspective. Renaissance Quarterly. 58 (2): 1101–1127. doi:10.1353/ren.2008.0933. JSTOR 10.1353/ren.2008.0933
- MacCulloch, Diarmaid. 1995. The Impact of the English Reformation. The Historical Journal. 38 (1): 151–153. doi:10.1017/s0018246x00016332. JSTOR 2640168
- MacCulloch, Diarmaid; Laven, Mary; Duffy, Eamon. 2006. Recent Trends in the Study of Christianity in Sixteenth-Century Europe. Renaissance Quarterly. 59 (3): 697–731. JSTOR 10.1353/ren.2008.0381
- Marnef, Guido. 2009. Belgian and Dutch Post-war Historiography on the Protestant and Catholic Reformation in the Netherlands. Archiv für Reformationsgeschichte. 100 (1): 271–292. doi:10.14315/arg-2009-100-1-271
- Marshall, Peter. 2009. (Re)defining the English Reformation. Journal of British Studies. 48 (3): 564–586. doi:10.1086/600128. JSTOR 27752571
- Menchi, Silvana Seidel. 2009. The Age of Reformation and Counter-Reformation in Italian Historiography, 1939–2009. Archiv für Reformationsgeschichte. 100 (1): 193–217. doi:10.14315/arg-2009-100-1-193
- Nieden, Marcel. 2012. The Wittenberg Reformation as a Media Event. European History Online. Institute of European History. Mainz. Pristupljeno 17. prosinca 2012.
- Scott, Tom. 1991. The Common People in the German Reformation. The Historical Journal. 24 (1): 183–192. JSTOR 2639714
- Scott, Tom. 2008. The Reformation between Deconstruction and Reconstruction: Reflections on Recent Writings on the German Reformation. German History. 26 (3): 406–422. doi:10.1093/gerhis/ghn027
- Walsham, Alexandra. 2008. The Reformation and 'The Disenchantment of the World' Reassessed. Historical Journal. 51 (2): 497–528. doi:10.1017/S0018246X08006808. JSTOR 20175171
- Wiesner-Hanks, Merry. 2009. Gender and the Reformation. Archiv für Reformationsgeschichte. 100 (1): 350–365. doi:10.14315/arg-2009-100-1-350

## Vanjske poveznice
- Internet Archive of Related Texts and Documents
- 16th Century Reformation Reading Room  Arhivirana inačica izvorne stranice od 7. travnja 2014. (Wayback Machine): Extensive online resources, Tyndale Seminary
- The Reformation Collection From the Rare Book and Special Collections Division at the Library of Congress
- An ecumenical official valuation by Lutherans and Catholics 500 years later
- The Historyscoper
- Reformacija i protureformacija  Arhivirana inačica izvorne stranice od 18. prosinca 2011. (Wayback Machine) Književnost katoličke obnove i prvoga prosvjetiteljstva (hrv. barokna književnost)

| Portal:Kršćanstvo | Portal: Kršćanstvo |